# Paradiskolibri
Paradiskolibri (Eugenes spectabilis) är en fågel i familjen kolibrier.

## Utbredning och systematik
Arten förekommer från Costa Rica till västra Panama. Tidigare behandlades fågeln som underart till rivolikolibri (E. fulgens).

## Status
Arten har ett begränsat utbredningsområde, men beståndet anses vara stabilt. IUCN kategoriserar den som livskraftig.